# Moore County (Tennessee)
Moore County ist ein County im Bundesstaat Tennessee der Vereinigten Staaten. Das U.S. Census Bureau hat bei der Volkszählung 2020 eine Einwohnerzahl von 6.461 ermittelt. Das County ist deckungsgleich mit der Stadt Lynchburg.

## Geographie
Das County liegt im Süden von Tennessee, ist etwa 35 km von Alabama entfernt und hat eine Fläche von 338 Quadratkilometern, wovon 3 Quadratkilometer Wasserfläche sind. Es grenzt im Uhrzeigersinn an folgende Countys: Coffee County, Franklin County, Lincoln County und Bedford County.

## Geschichte
Moore County wurde am 14. Dezember 1871 aus Teilen des Bedford County, Coffee County, Franklin County und des Lincoln County gebildet. Benannt wurde es nach Generalmajor William Moore.

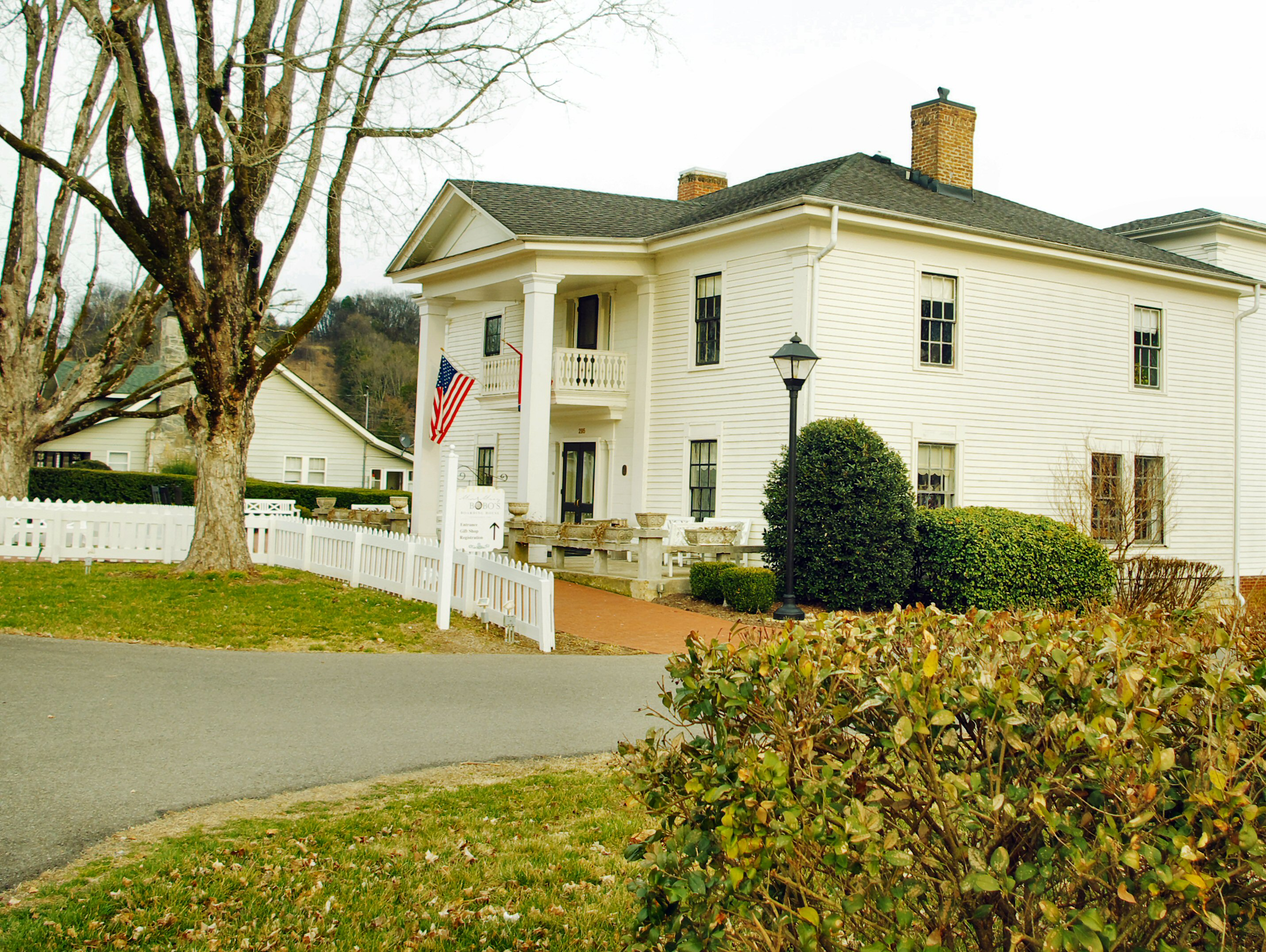
Das Bobo Hotel ist einer von sechs Einträgen des Countys im NRHP.

Sechs Bauwerke und Stätten des Countys sind im National Register of Historic Places (NRHP) eingetragen (Stand 26. August 2018).

## Demografische Daten

Alterspyramide Moore County

Nach der Volkszählung im Jahr 2000 lebten im Moore County 5740 Menschen in 2211 Haushalten und 1686 Familien. Die Bevölkerungsdichte betrug 17 Einwohner pro Quadratkilometer. Ethnisch betrachtet setzte sich die Bevölkerung zusammen aus 95,84 Prozent Weißen, 2,72 Prozent Afroamerikanern, 0,19 Prozent amerikanischen Ureinwohnern, 0,14 Prozent Asiaten und 0,51 Prozent aus anderen ethnischen Gruppen; 0,61 Prozent stammten von zwei oder mehr Ethnien ab. 0,78 Prozent der Bevölkerung waren spanischer oder lateinamerikanischer Abstammung.
Von den 2211 Haushalten hatten 30,7 Prozent Kinder und Jugendliche unter 18 Jahre, die bei ihnen lebten. 65,1 Prozent waren verheiratete, zusammenlebende Paare, 7,6 Prozent waren allein erziehende Mütter und 23,7 Prozent waren keine Familien. 21,4 Prozent waren Singlehaushalte und in 11,1 Prozent lebten Personen im Alter von 65 Jahren oder darüber. Die Durchschnittshaushaltsgröße betrug 2,55 und die durchschnittliche Haushaltsgröße betrug 2,95 Personen.
23,3 Prozent der Bevölkerung waren unter 18 Jahre alt, 8,4 Prozent zwischen 18 und 24, 26,5 Prozent zwischen 25 und 44, 26,3 Prozent zwischen 45 und 64 und 15,5 Prozent waren älter als 65. Das Durchschnittsalter betrug 40 Jahre. Auf 100 weibliche Personen kamen statistisch 98,1 männliche Personen und auf 100 Frauen im Alter von 18 Jahren und darüber kamen 97,8 Männer.
Das jährliche Durchschnittseinkommen eines Haushalts betrug 36.591 USD, das Durchschnittseinkommen der Familien betrug 41.484 USD. Männer hatten ein Durchschnittseinkommen von 31.559 USD, Frauen 20.987 USD. Das Prokopfeinkommen betrug 19.040 USD. 9,6 Prozent der Einwohner und 7,8 Prozent der Familien lebten unterhalb der Armutsgrenze.